# 聖艾蒂安M1907中型機槍
聖艾蒂安M1907（法語：St. Étienne Mle 1907）是法國軍隊於第一次世界大戰及第二次世界大戰期間所裝備的一種中型機槍。

## 歷史
馬克沁機槍在戰場上獲得了空前的成功。這使的許多設計師開始研製重量更輕、性能更好的機槍。一些性能優異的輕武器投入戰場或安裝於飛機，形成戰鬥機的雛形。但是，並非所有設計都得到成功，聖艾蒂安M1907機槍就是一個例子。就在其他國家選擇優異的馬克沁機槍時，法國卻選擇品質不佳的聖艾蒂安M1907機槍。它使用與勒貝爾步槍一樣的8公釐子彈，而最為人詬病的地方是結構複雜和可靠性差。由於無法適應戰場上的骯髒環境，除了不得已的情況下，幾乎沒人會使用，因此，這種機槍在西方戰線上，可說是變成廢鐵。

## 設計
在設計面上，聖艾蒂安機槍採用了與馬克沁許多的不同。它採用了氣體作用方式而非後座作用和空氣冷卻，並使用24發或30發的金屬彈條供彈。此外，他還在汽缸上安裝了調節循環設速的裝置。設計師設計出了一款與馬克沁機槍完全不同的機槍，但結果是以失敗告終。

## 使用國家

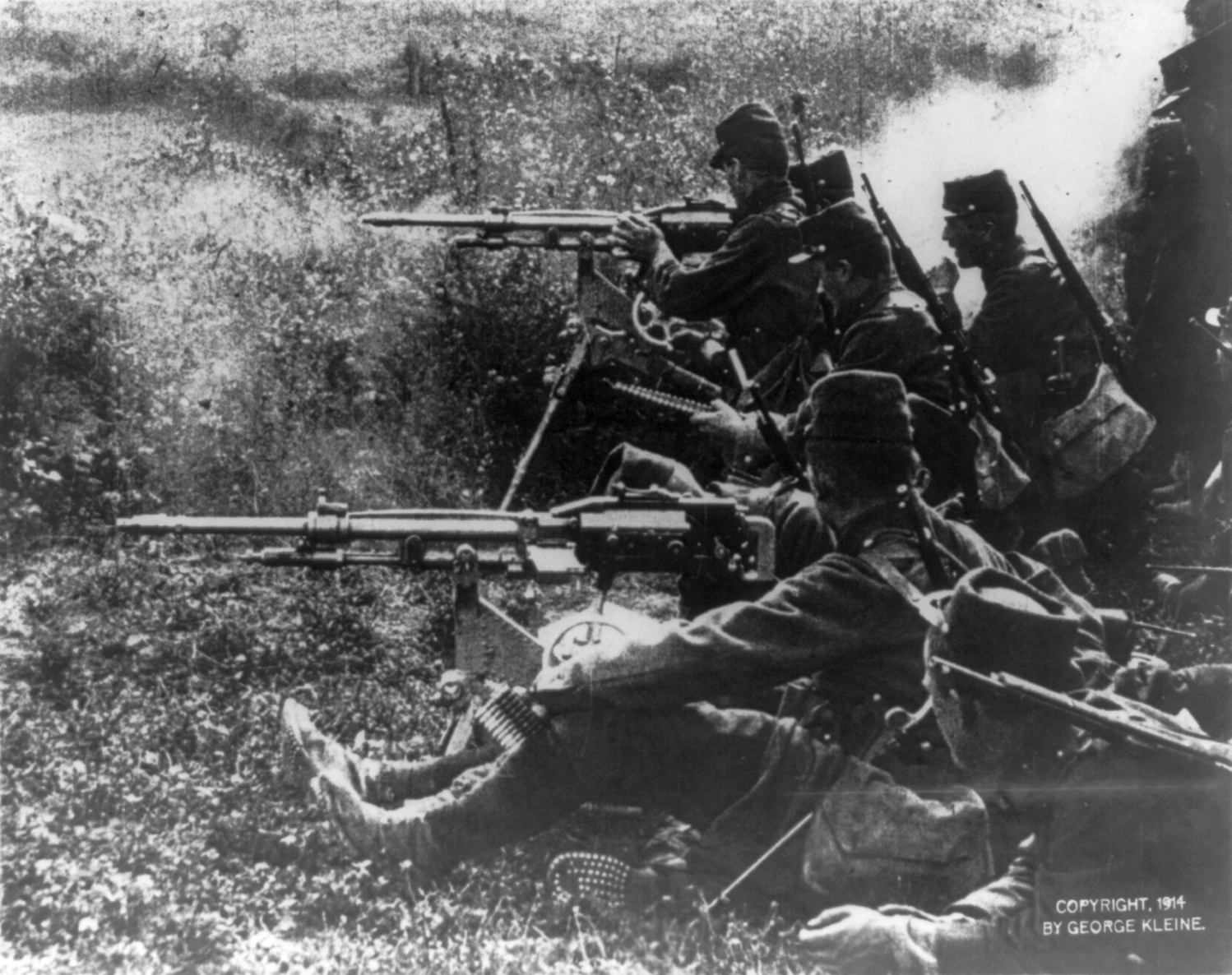
一戰期間的法軍機槍小組

- 法國
- 希臘
- 意大利